# Georg-Christoph-Lichtenberg-Gesamtschule
Die Georg-Christoph-Lichtenberg-Gesamtschule in Göttingen wurde nach dem Göttinger Naturwissenschaftler und Philosophen Georg Christoph Lichtenberg (1742–1799) benannt. Gegründet wurde die Schule 1975 unter dem Namen IGS Göttingen-Geismar. Nach ihrer Sonderstellung als Schulversuchsschule im Niedersächsischen Schulgesetz ist sie berechtigt, in der Sekundarstufe 1 konsequent auf eine äußere Fachleistungsdifferenzierung zu verzichten, da sie Heterogenität positiv nutzen möchte (Integrierte Gesamtschule).

## Geschichte
Um 1970 fand sich ein Arbeitskreis aus Eltern, Lehrern, Erziehungswissenschaftlern, Architekten und Politikern zusammen, der auf der einen Seite ein alternatives Schulmodell zum viergliedrigen Schulsystem verwirklichen wollte, aber auf der anderen Seite aus den von ihm so bezeichneten Fehlern der großen Gesamtschulen der ersten Generation lernen wollte.
Dieser Arbeitskreis besuchte eine Reihe von Reformschulen, unter anderem in Schweden, und entwickelte so ein Konzept, das sich aus seiner Sicht bis heute als tragfähig erwiesen hat: konsequenter Verzicht auf eine äußere Fachleistungsdifferenzierung einschließlich Klasse 10. Dies wurde gedeckt durch einen Beschluss der Kultusministerkonferenz vom 25. Mai 1982, in dem nur die folgenden Schulen vom Zwang zur äußeren Fachleistungsdifferenzierung ausgenommen wurden: Fritz-Karsen-Schule und Bettina-von Arnim-Oberschule, Berlin; Albert-Schweitzer-Schule, Hamburg; Gesamtschule Göttingen-Geismar, Niedersachsen; Gesamtschulen Köln-Holweide und Köln-Höhenhaus, NRW. Der in diesem Beschluss ansonsten verordnete Zwang zur äußeren Differenzierung in den Fächern Englisch, Mathematik, Deutsch und in den Naturwissenschaften ist damals bewusst in die Vereinbarungen aufgenommen worden, um die Prinzipien der Homogenität der Lerngruppen und der Selektion nach Leistung aus dem viergliedrigen System in die Gesamtschule einzuführen, wodurch aus Sicht der Gegner dieser Prinzipien der Erfolg der Gesamtschule gefährdet wurde.
Die Stadt Göttingen realisierte fast vollständig das von der Arbeitsgruppe erarbeitete Konzept, auch architektonisch.
Im Jahre 2010 erhielt die IGS als eine von sechs Schulen den Deutschen Präventionspreis des Bundesministeriums für Gesundheit.
Im Jahr 2011 erhielt die IGS den Deutschen Schulpreis der Robert-Bosch-Stiftung. Außerdem feierte die IGS 2015 40 Jahre Bestehen.

## Pädagogische Arbeit

### Zusammensetzung der Schülerschaft
Die Gesamtschule nimmt die Schüler nach einem für das Stadtgebiet der Stadt Göttingen als repräsentativ angesehenen Querschnitt der Göttinger Bevölkerung auf: 10 % Schüler mit Hauptschulempfehlung, 30 % mit Realschulempfehlung, 60 % mit Gymnasialempfehlung, Schüler mit unterschiedlichsten Behinderungen. Die Hälfte der Schüler sind Mädchen. Die individuellen Schulkarrieren verlaufen erfolgreich: Etwa die Hälfte der Schüler mit einer Hauptschulempfehlung erreicht das Abitur, ebenso wie viele der Schüler mit einer Realschulempfehlung. Die Schule sieht den Verzicht auf eine äußere Fachleistungsdifferenzierung als Ursache dieses Erfolges.

### Organisation
Die Schule führt die Jahrgänge 5 bis 13. In den Klassen der Sekundarstufe I arbeiten pro Jahrgang sechs Klassen mit jeweils 30 Schülern. Nur in den vier Integrationsklassen ist die Zahl der Schüler auf 24 begrenzt, da hier auch Schüler mit geistigen Behinderungen oder Lernstörungen arbeiten. Die Schule arbeitet nach dem Team-Kleingruppen-Modell, sowohl in den Tischgruppen der Schüler als auch in den Jahrgangsteams der Lehrer, in der kollegialen Schulleitung, in Sekretariat und Mensa, im Freizeit- und Sozialpädagogenbereich und bei den Hausmeistern.
Entsprechend den schulrechtlichen Regelungen für Integrierte Gesamtschulen verzichtet die Schule auf Sitzenbleiben und Abschulen.
Die Schule setzt auf die personale Bindung von Lehrern, Eltern und Schülern. Daher werden die Lehrer grundsätzlich mit vielen Stunden und Fächern in ihren Klassen eingesetzt. Das Lehrerteam, das aus 12 bis 15 Kollegen besteht, übernimmt einen Jahrgang in der 5. Klasse und begleitet ihn bis zum Ende der 10. Klasse.
Die Klassen eines Jahrgangs werden möglichst heterogen zusammengesetzt. In der einzelnen Klasse werden Lernteams gebildet, die in Tischgruppen zu jeweils sechs Schülern arbeiten. In jeder Tischgruppe arbeiten Mädchen und Jungen, lernschwächere und lernstärkere Kinder, über den Zeitraum von etwa einem Jahr zusammen, indem sie gemeinsam Aufgaben zu lösen haben und sich dadurch gegenseitig helfen. In den sechs Jahren der Sekundarstufe I arbeitet jeder Schüler mit jedem anderen Schüler der Klasse zusammen in einer Tischgruppe. Mehrmals jährlich treffen sich die Tischgruppen bei jeweils einem der Schüler zu Hause, dazu kommen alle Schüler der Tischgruppe, ihre Eltern und die Tutoren. Hier werden die Lernentwicklungen der Schüler, das pädagogische Konzept der Schule, Störungen und familiäre Erziehungskonzepte besprochen. Dadurch wird deutlich, dass alle Beteiligten für den individuellen Lernerfolg eines jeden Schülers verantwortlich sind.

### Fächerangebot
In Klasse 7 kann man zwischen verschiedenen WPBs (Wahlpflichtbereichen) auswählen, welche man dann bis zum Abschluss der Sekundarstufe I unterrichtet bekommt. Dazu gehören Sprachen wie Französisch und Spanisch, aber auch andere Fächer wie Informatik oder Darstellendes Spiel. In der Sekundarstufe II besteht die Möglichkeit, die bilinguale Klasse zu besuchen, in welcher man Biologie, Mathe und Politik-Wirtschaft in Englisch lernen kann.
Die Fächer Chemie, Physik und Biologie sind zum Fach Naturwissenschaften zusammengefasst, die Fächer Geschichte, Erdkunde, Sozialkunde und Religion zum Fach Gesellschaft–Religion.
Neben dem klassischen Fachunterricht haben Musik (Bläserklasse ab Klasse 5), Zirkus und die Arbeitsgemeinschaften einen wichtigen Stellenwert. Jeder Schüler der Schule soll seine Fähigkeiten und Interessen erkennen, soll lernen, dass er etwas kann und so Selbstbewusstsein entwickeln.

### Landschulheim
Auf dem Hohen Hagen wird zusammen mit dem Otto-Hahn-Gymnasium Göttingen und Trägern der Region das Schullandheim Haus Hoher Hagen unterhalten.

### Weitere Besonderheit
Aus dem schwedischen Schulsystem hat man das Duzen übernommen: Alle Mitglieder der Schulgemeinde duzen sich.

## Architektur und Gebäude
Die Architektur der Schule folgte dem pädagogischen Konzept: Die sechs Jahrgänge der Sekundarstufe I sind als Cluster konzipiert. In jedem Cluster finden sich – von den anderen Clustern abgetrennt – sechs Klassenräume, Toiletten, ein Computerraum, ein Lehrerteamraum für das Team, das diesen Jahrgang sechs Jahre lang betreut, und ein großer zentraler Bereich, in dem außerhalb der Klassenräume in kleineren Gruppen gearbeitet und gespielt werden kann. Es gibt Fachräume für die Naturwissenschaften, für den Bereich Arbeit–Wirtschaft–Technik (Werkräume), Kunsträume, Musikräume, Sporthallen, Computerräume, Kino, Theater, Freizeitzentrale, Cafeteria, Bibliothek, Disco, Billardraum, Teestube, Werkhalle und ein zentral gelegenes Forum, in dem größere Veranstaltungen stattfinden können. In der Mensa essen täglich 1.200 Schüler, auch aus anderen Schulen. Im Außenbereich der Schule finden sich diverse Bewegungsangebote (Beachvolleyball, Klettergerüste, Seilbahn, Skateranlage, Fußball- und Basketball-Möglichkeiten).

## Kooperationen
Die IGS Göttingen hat Schulpartnerschaften mit Schulen in Nicaragua, England, Frankreich und Polen. Einen wichtigen Stellenwert nimmt das Projekt International Education ein. Hier haben sich 18 europäische Schulen vertraglich verpflichtet, gemeinsame Projekte und ein gemeinsames europäisches Curriculum zu verwirklichen, das die teilnehmenden Schüler befähigen soll, sich in Europa zu bewegen und in europäischen Teams zu arbeiten.
Die Schule arbeitet im Schulverbund 'Blick über den Zaun', in dem sich zahlreiche Reformschulen Deutschlands zusammengeschlossen haben, um Einfluss auf die Bildungspolitik in Deutschland zu nehmen.
Sie war fünf Jahre Beraterschule im Bündnis Reformzeit der Robert-Bosch-Stiftung und der Deutschen Kinder- und Jugendstiftung.
Mit vielen örtlichen Firmen und Einrichtungen bestehen Kooperationsverträge, die die Zusammenarbeit mit der Schule regeln.
In allen Leistungsvergleichen rangiert die Schule unter den ersten 10 % der niedersächsischen Schulen, zahlreiche Preise wurden in verschiedenen Bereichen errungen, die Schule engagiert sich für die Umwelt (europäische Umweltschule) und gegen Rassismus. Jährlich melden sich etwa doppelt so viele Schüler an, wie Plätze vorhanden sind. Der Anteil der angemeldeten Geschwister und Ehemaligenkinder liegt bei über 40 %.